# حوزه انتخابیه ساوجبلاغ، طالقان، نظرآباد و چهارباغ
حوزهٔ انتخابیه ساوجبلاغ، نظرآباد، طالقان و چهارباغ یکی از دو حوزه استان البرز برای انتخابات مجلس شورای اسلامی است. این حوزه به مرکزیت هشتگرد ۱ نماینده دارد.

## نمایندگان ادوار
| دوره | نام نماینده       | تعداد رای | درصد رای |
| ---- | ----------------- | --------- | -------- |
| ۳    | مفید کیائی نژاد   | ۷۹,۲۰۱    | ۵۲/۵۰    |
| ۴    | مفید کیائی نژاد   | ۷۹,۲۰۱    | ۵۲/۵۰    |
| ۵    | جعفر گلباز        | ۱۲۳,۴۰۰   | ۲۵/۸۰    |
| ۶    | جعفر گلباز        | ۱۲۳,۴۰۰   | ۲۵/۸۰    |
| ۷    | محمدحسین نژادفلاح | ۴۵,۰۲۷    | ۳۹/۱۰    |
| ۸    | محمدحسین نژادفلاح | ۳۱,۴۲۷    | ۲۸/۴۳    |
| ۹    | مفید کیائی نژاد   | ۴۲,۱۸۳    | ۳۰/۲۹    |
| ۱۰   | محمود بهمنی       | ۵۰,۱۰۵    | ۳۱/۳۸    |
| ۱۱   | علی حدادی         | ۴۳,۲۳۳    | ۴۳/۴۰    |
| ۱۲   | علی حدادی         | ۲۴,۹۰۱    | ۲۱,۷۱    |

## پی‌نوشت و منبع
- «جدول حوزه‌های انتخابیه در انتخابات نهمین دورهٔ مجلس شورای اسلامی» (PDF). مرکز پژوهش و سنجش افکار صدا و سیما. بایگانی‌شده از اصلی (PDF) در ۵ اكتبر ۲۰۱۸. دریافت‌شده در ۲۸ دسامبر ۲۰۱۵. تاریخ وارد شده در |archive-date= را بررسی کنید (کمک)